# Arteria caudalis femoris
Als Arteria caudalis femoris („schwanzseitige Schlagader des Oberschenkels“) werden in der Tieranatomie alle Schlagadern bezeichnet, die im Bereich des Oberschenkels nach hinten (kaudal) aus der Oberschenkelarterie abgehen. Die Anzahl der Arteriae caudales femoris variiert tierartlich. Die am weitesten kniewärts abgehende ist zumeist die stärkste dieser Arterien und wird als Arteria caudalis femoris distalis bezeichnet. Der Abgang dieser Arterie ist in der Tieranatomie als Grenze zwischen Oberschenkel- und Kniekehlarterie definiert.
Die Arteriae caudales femoris versorgen die hintere Oberschenkel- (Musculus biceps femoris, Musculus semitendinosus, Musculus semimembranosus) und Wadenmuskulatur.